# ديبي غو
ديبي غو (بالملايوية: Debbie Goh)‏ هي ممثلة ماليزية، ولدت في 8 نوفمبر 1978 في جوهر بهرو في ماليزيا.

## وصلات خارجية
- ديبي غو على موقع IMDb (الإنجليزية)
- ديبي غو على موقع قاعدة بيانات الفيلم (الإنجليزية)